# Ломиковські
Ломиковські (рос. Ломиковские) — український шляхетський, пізніше старшинський, а також дворянський рід.
Нащадки волинського шляхтича Василя Ломиковського (XVII ст.).

## Опис герба
В червоному полі два якоря, пов'язані кільцями в стовп.
Щит увінчаний дворянським нашоломником і короною. Нашоломник: три страусиних пера. Намет на щиті червоний, підкладений сріблом.

## Відомі представники
- Ломиковський, Іван Васильович — генеральний обозний, один з головних прибічників Івана Мазепи;
- Ломиковський, Василь Якович — відомий дослідник малоросійської старовини, історик, етнограф. Один з піонерів полезахисного залісення в Російський імперії. Його рукописи були збережені, і передані Лазаревським О.М. на зберігання в бібліотеку Київського університету.